# Barwinek (Kielce)

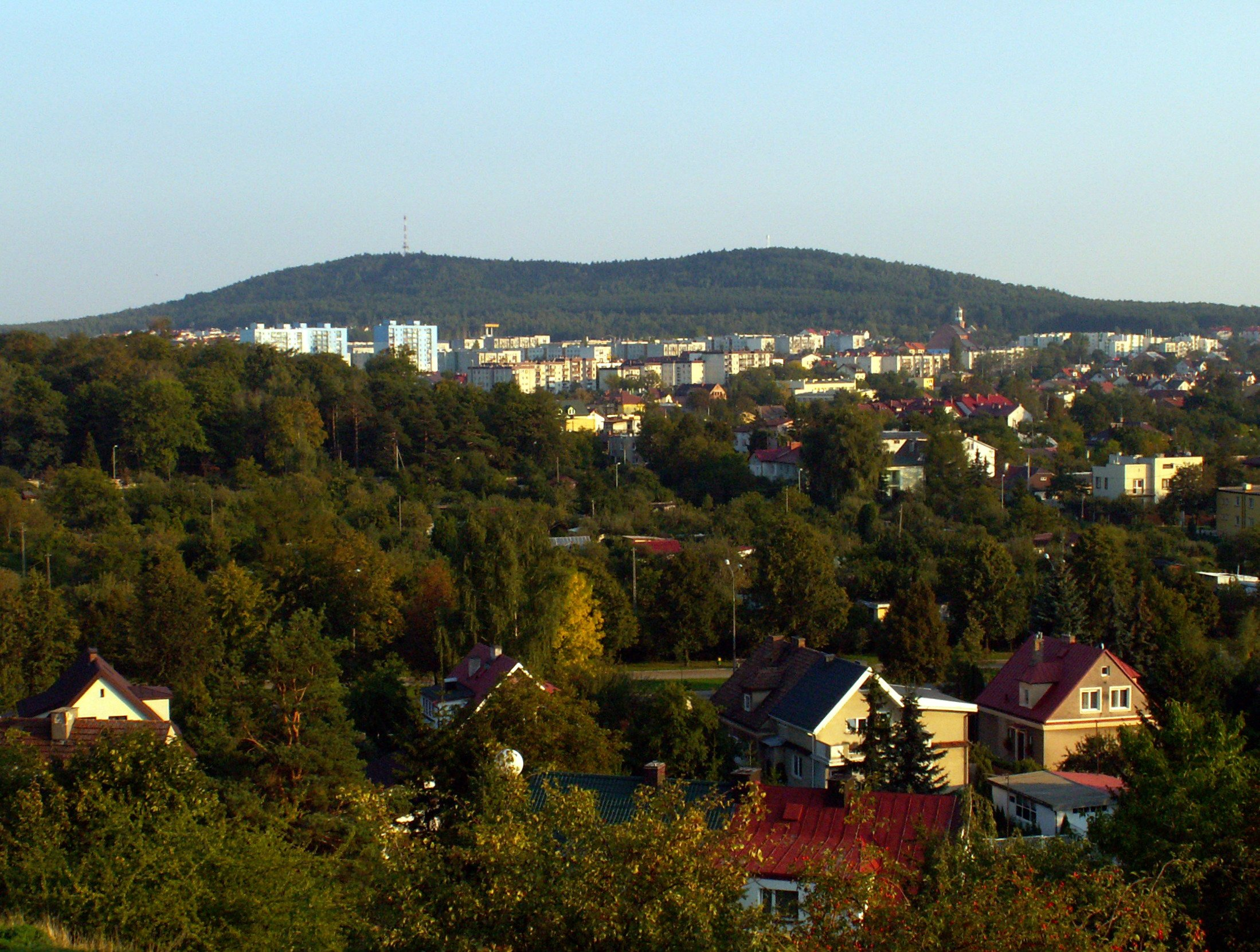
Barwinek widziany ze Wzgórza Kadzielniańskiego, w tle Pasmo Dymińskie

Dzielnice i osiedla Kielc, Barwinek ma na mapie nr 38

Barwinek – część Kielc, znajdująca się na południowych obrzeżach miasta. Początkowo wieś, w 1866 roku została włączona w granice miasta. Znajduje się tu zabudowa jednorodzinna oraz osiedla złożone z bloków mieszkalnych: os. Barwinek (spółdzielni Pionier, pomiędzy ulicami Czachowskiego i Popiełuszki), os. Ściegiennego (tej samej spółdzielni, pomiędzy ulicami Ściegiennego i Plater, w pobliżu Baranówka) oraz os. Zacisze (spółdzielni Domator, wokół skrzyżowania ulic Szwedzkiej i Litewskiej).
Na terenie Barwinka znajduje się Zespół Szkół Ogólnokształcących nr 16, w skład którego wchodzą Szkoła Podstawowa nr 32 im. Janusza Kusocińskiego oraz Przedszkola Samorządowe nr 3 i 39. Znajduje się tu również osiedlowy klub "Klub na BarWinKu" organizujący czas wolny dzieciom i młodzieży.
Przy skrzyżowaniu ul. Wrzosowej z aleją ks. Jerzego Popiełuszki znajduje się hipermarket budowlany Castorama. Na terenie Kawetczyzny swoją siedzibę ma zakon Karmelitanek Bosych. Barwinek należy do parafii św. Stanisława BM.
Barwinek od zachodu ogranicza ulica ks. Piotra Ściegiennego będąca drogą wylotową na Tarnów. Od strony wschodniej Barwinek ograniczony jest z kolei aleją ks. Jerzego Popiełuszki, która jest częścią drogi krajowej nr 73.
Od południa graniczy z Pasmem Posłowickim i Pasmem Dymińskim wchodzącymi w skład Chęcińsko-Kieleckiego Parku Krajobrazowego
Przez Barwinek przechodzi  niebieski szlak turystyczny z Chęcin do Łagowa.
Dojazd autobusami linii: 1, 2, 11, 24, 25, 27, 29, 30, 33, 34, 45, 54, 108 i N2.
Nazwa Barwinek po raz pierwszy pojawiła się w dokumentach w 1825 r. i jest związana z rośliną barwinek hodowaną w tutejszych ogrodach.